# آندي ويليامز
آندي ويليامز (بالإنجليزية: Andy Williams)‏؛ (3 ديسمبر 1927 - 25 سبتمبر 2012)، مغني بوب أمريكي، مبيعات ألبوماته سجلت له 18 جائزة ذهبية و3 إسطوانات بلاتينية من جمعية صناعة التسجيلات في أمريكا "RIAA".
عندما كان رونالد ريغن رئيساً صرح بأن صوت آندي ويليامز هو «كنز وطني». كان له برنامج تلفزيوني منوع خاص به بين عامي 1962 - 1971 كما امتلك مسرحاً هو مسرح «نهر القمر» في برانسون ميسوري.

## سيرة
ولد في ولاية أيوا، وغنى عندما كان صغيراً في الكنيسة ثُم أسس مع أخوته الثلاثة الأكبر منه رباعية ويليامز في أواخر الثلاثينيات.
ترك أخوته المجال بينما استمر هو في عام 1952 وعمل في الاستعراض الليلي في 1955 ووقع عقد تسجيل.
في الستينيات أصبح صوته الأكثر شعبية ووقع أكبر عقود التسجيل في التاريخ وحاز ألبومات ذهبية أكثر من أي مؤدي اخر عدا فرانك سيناترا وجوني متياس والفيس بريسلي، غنى في كازينو النادي الليلي «قصر القياصرة» في لاس فيغاس مع مسرح «روما تهتز» حيث لمع اندي ويليامز ووقع عقداً مع النادي ل20 سنة القادمة.
عام 1962 أصبح له برنامج خاص به هو «استعراض آندي ويليامز» ونال جائزة إيمي عن هذا البرنامج المنوع، أصبح له مسرحه الخاص به عام 1991 وكان المسرح الأول الذي اُختير من مجلة Architectural Digest.
عندما أراد ريتشارد نيكسون ترحيل جون لينون من أميركا، تحدث أندي ويليامز مدافعاً عن فرقة البيتلز وحقها في التواجد في الولايات المتحدة، تزوج من إمراة فرنسية المولد في 5 ديسمبر 1961 وأنجبا 3 أطفال.
كان صديقاً مقرباً ل جون كينيدي وايثيل كينيدي، ومؤخراً اتهم باراك أوباما بأن له «فكر ماركسي ويريد للبلد أن يفشل».
غنى بصوته أغنية فيلم «Love Story» واغنية فيلم « The Godfather» أغنية "Speak Softly Love".

## وصلات خارجية
- الموقع الرسمي
- آندي ويليامز على موقع IMDb (الإنجليزية)
- آندي ويليامز على موقع روتن توميتوز (الإنجليزية)
- آندي ويليامز على موقع ميوزك برينز (الإنجليزية)
- آندي ويليامز على موقع رولينغ ستون (الإنجليزية)
- آندي ويليامز على موقع أول موفي (الإنجليزية)
- آندي ويليامز على موقع قاعدة بيانات برودواي على الإنترنت (الإنجليزية)
- آندي ويليامز على موقع قاعدة بيانات الأفلام السويدية (السويدية)
- آندي ويليامز على موقع إن إن دي بي (الإنجليزية)
- آندي ويليامز على موقع أول ميوزيك (الإنجليزية)
- آندي ويليامز على موقع ديسكوغز (الإنجليزية)